# 景東府
景東府（けいとうふ）は、中国にかつて存在した府。元代から清代にかけて、現在の雲南省景東イ族自治県一帯に設置された。

## 概要
1331年（至順2年）、元により景東府が置かれた。
1382年（洪武15年）、明により景東府は景東州に降格し、楚雄府に属した。1384年（洪武17年）、景東州は景東府に昇格し、雲南省に属した。陶氏が土司として知府を世襲した。土司中では最も恭順と称された。
1665年（康熙4年）、清の改土帰流により景東府は流官の統治するところとなった。1770年（乾隆35年）、景東府は景東直隷庁と改められた。
1913年、中華民国により景東直隷庁は廃止され、景東県と改められた。